# Piotr Đoàn Công Quý
Piotr Đoàn Công Quý (wiet. Phêrô Đoàn Công Quý) (ur. ok. 1826 r. w Búng w Wietnamie – zm. 31 lipca 1859 r. w Châu Đốc, prowincja An Giang w Wietnamie) – ksiądz, męczennik, święty Kościoła katolickiego.

## Życiorys
Piotr Đoàn Công Quý był szóstym i najmłodszym dzieckiem Antoniego Đoàn Công Miêng i Agnieszki Nguyễn Thị Thường. We wrześniu 1858 r. przyjął święcenia kapłańskie w Thủ Dầu Một. Podczas prześladowań został aresztowany w styczniu 1859 r. Namowami i torturami próbowano skłonić go do wyrzeczenia się wiary. Został stracony razem z Emanuelem Lê Văn Phụng.

## Kult
Dzień wspomnienia: 24 listopada w grupie 117 męczenników wietnamskich.
Beatyfikowany 2 maja 1909 r. przez Piusa X. Kanonizowany przez Jana Pawła II 19 czerwca 1988 r. w grupie 117 męczenników wietnamskich.